# Top Drive
Un motor o accionamiento superior (top drive) es un dispositivo mecánico el cual forma parte del equipo de perforación rotatoria y que proporciona torsión en el sentido de las agujas del reloj a la sarta de perforación para perforar un pozo. Es una alternativa a la mesa rotaria y al vástago (Kelly). Está ubicado en el lugar del pivote debajo de la polea viajera y se mueve verticalmente hacia arriba y hacia abajo por la torre de perforación.

## Beneficios
El motor superior permite que el equipo de perforación perfore la sección más larga de un conjunto de tubería de perforación en una sola operación. Un equipo tipo mesa rotaria solo puede perforar 30 pies (9,1 m) (tubo de perforación único) secciones de tubo de perforación, mientras que el motor superior puede perforar 60-90 pies (18,3-27,4 m), dependiendo del tamaño del equipo de perforación. El manejo de secciones más largas de tubería de perforación permite que una plataforma de perforación haga un mayor progreso diario porque hasta 90 pies (27,4 m) se pueden perforar a la vez, por lo que se requieren menos "conexiones" para agregar otros 30 pies (9,1 m) de tubería de perforación. Otra ventaja de los sistemas de motor superior es la eficiencia del tiempo. Cuando la barrena avanza bajo un accionamiento Kelly, se debe retirar toda la sarta del pozo a lo largo del Kelly para agregar un tramo más de tubería de perforación. Con un motor superior, el sorteo funciona solo tiene que tomar un nuevo soporte del bastidor y hacer dos juntas. Hacer menos conexiones y más rápidas reduce el riesgo de que una sarta se atasque debido a la obstrucción del anillo mientras no se bombea el fluido de perforación.

## Variaciones
Existen varios tipos diferentes de motores superiores y generalmente se clasifican según la "carga de trabajo segura" (SWL) del equipo y el tamaño y tipo de motor utilizado para girar la columna de perforación. Para uso en alta mar y de servicio pesado, se usaría una unidad de 1000 toneladas cortas, mientras que una plataforma terrestre más pequeña puede requerir solo un dispositivo de 500 toneladas cortas. Se encuentran disponibles varios tamaños de motores hidráulicos o motores eléctricos de CA o CC.

## Estándares
El American Petroleum Institute (API) ha establecido estándares para las unidades superiores en varias de sus publicaciones, entre ellas:
- API 8A: Especificación para equipos de elevación de producción y perforación (vigente en mayo de 1998,[5] retirada en febrero de 2013)[6]
- API 8B: Práctica recomendada para procedimientos de inspección, mantenimiento, reparación y refabricación de equipos de elevación[7]
- API 8C: Especificación para equipos de elevación de producción y perforación[8]

La Organización Internacional de Normalización publica una norma relativa a los top drives en:
- ISO 13535: Práctica recomendada para procedimientos de inspección, mantenimiento, reparación y refabricación de equipos de elevación[9]